# Autoexpreso

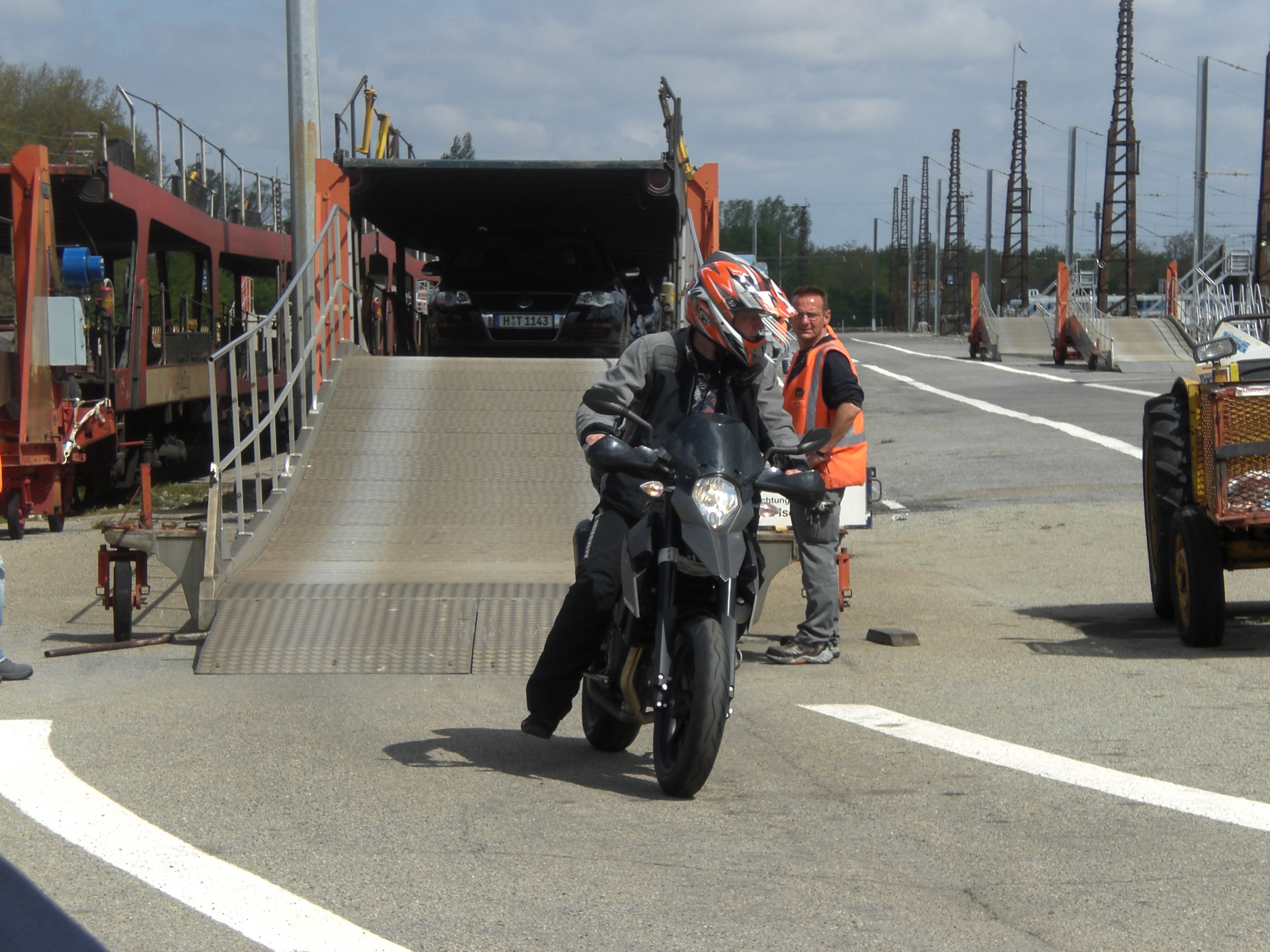
Descarga de un tren autoexpreso en Narbona.

Se conoce como autoexpreso al tren que transporta viajeros y coches. Los billetes se comercializan incluyendo en el mismo billete el transporte del coche y de sus usuarios. Se compone de un tren convencional de viajeros al que se le acoplan plataformas portacoches, que se cargan en un muelle especial de la estación a través de una rampa. Suelen utilizarse en trayectos largos a destinos vacacionales, para evitar que los turistas tengan que conducir largas distancias para tener su vehículo particular disponible en su destino.